# Quien a hierro mata
Quien a hierro mata és un thriller cinematogràfic espanyol dirigit per Paco Plaza i estrenat l'any 2019. El repartiment principal de la pel·lícula està format per Luis Tosar, Xan Cejudo i Ismael Martínez.

## Sinopsi
Mario exerceix d'infermer en una residència d'un poble de la costa gallega, on és estimat i apreciat per tothom. De sobte ingressa a la residència el conegut narcotraficant gallec Antonio Padín. Mario, compromès amb la seva professió, el fa sentir com a casa.
Després de la retirada del seu pare, Kike i Toño Padín, els seus fills, es posen al capdavant del clan familiar. Una de les seves operacions de contraban no surt bé i, a més d'entrar Kike a la presó, contrauran un deute quantiós amb un proveïdor colombià. El germà lliure, Toño, intentarà per tots els mitjans que Antonio Padín es faci càrrec del deute, comptant amb Mario com a mediador. No obstant això, Mario tindrà els seus propis plans.

## Producció
La pel·lícula va ser produïda en un 90 % per empreses espanyoles. D'aquest percentatge, la productora Vaca Films va contribuir en un 95 % i Atresmedia Cinema va aportar un 5 %. El 10 % restant de la producció total la va portar l'empresa francesa Playtime Production.
El rodatge va durar poc més d'un mes, del 27 de març al 31 d'abril de 2018. Les localitzacions triades per a la pel·lícula van ser principalment Betanzos i, en menor mesura, Cambados; tots dos municipis de Galícia.

## Curiositats
La pel·lícula acaba amb una dedicatòria a Xan Cejudo, que va morir gairebé un any abans de l'estrena de la pel·lícula en cinemes.

## Recepció i crítica
El línies generals, la crítica especialitzada va reconèixer la pel·lícula com una bona obra. El País va elogiar la labor de Paco Plaza en la direcció: "La seva vocació és el gènere de terror, les tenebres, els monstres que aguaiten. I ho fa molt bé, està molt dotat per provocar l'esgarrifança en el receptor". El Mundo va titllar la pel·lícula d'"addictiva" i va assenyalar la seva capacitat de "convertir la magistral posada en escena en un ritu il·luminat i rigorós en el qual tot queda a la vista. Fins al més fosc dels abismes." Des de Fotogrames van escriure: "La vida segueix igual en aquest fenomen (agraït en la seva majoria) del thriller nacional, però no a partir del film de Paco Plaza, destinat a volar-ho per l'aire o a convertir-se en una illa de referència".

## Premis
| Any  | Premi                    | Categoria                                     | Nominat                                           | Resultat  |
| ---- | ------------------------ | --------------------------------------------- | ------------------------------------------------- | --------- |
| 2020 | Premis José María Forqué | Intepretación masculina                       | Enric Auquer                                      | Nominat   |
| 2020 | Premis Feroç             | Millor actor de repartiment                   | Enric Auquer                                      | Guanyador |
| 2020 | Premis Feroç             | Millor actor protagonista                     | Luis Tosar                                        | Nominat   |
| 2020 | Premis Feroç             | Millor pel·lícula dramàtica                   |                                                   | Nominat   |
| 2020 | Premis Goya              | Millor actor protagonista                     | Luis Tosar                                        | Nominat   |
| 2020 | Premis Goya              | Millor actor revelació                        | Enric Auquer                                      | Guanyador |
| 2020 | Premis Goya              | Millor so                                     | David Machado, Gabriel Gutiérrez, Yasmina Prades  | Nominat   |
| 2020 | Premis Mestre Mateo      | Millor llargmetratge                          |                                                   | Nominat   |
| 2020 | Premis Mestre Mateo      | Millor direcció                               | Paco Plaza                                        | Nominat   |
| 2020 | Premis Mestre Mateo      | Millor direcció artística                     | Javier Alvariño                                   | Nominat   |
| 2020 | Premis Mestre Mateo      | Millor direcció de fotografia                 | Pablo Rosso                                       | Nominat   |
| 2020 | Premis Mestre Mateo      | Millor direcció de producció                  | Oriol Maymó                                       | Nominat   |
| 2020 | Premis Mestre Mateo      | Millor guió                                   | Juan Galiñanes i Jorge Gerricaechevarría          | Nominat   |
| 2020 | Premis Mestre Mateo      | Millor interpretació femenina de repartiment  | María Vázquez                                     | Guanyador |
| 2020 | Premis Mestre Mateo      | Millor interpretació masculina de repartiment | Enric Auquer                                      | Nominat   |
| 2020 | Premis Mestre Mateo      | Millor interpretació masculina de repartiment | Xan Cejudo                                        | Guanyador |
| 2020 | Premis Mestre Mateo      | Millor interpretació masculina protagonista   | Luis Tosar                                        | Nominat   |
| 2020 | Premis Mestre Mateo      | Millor maquillatge i perruqueria              | Susana Veira i Beatriz Antelo                     | Guanyador |
| 2020 | Premis Mestre Mateo      | Millor muntatge                               | David Gallart                                     | Nominat   |
| 2020 | Premis Mestre Mateo      | Millor música original                        | Maika Makovski                                    | Nominat   |
| 2020 | Premis Mestre Mateo      | Millor cançó                                  | David Machado, Gabriel Gutiérrez i Yasmina Prades | Nominat   |
| 2020 | Premis Mestre Mateo      | Millor vestuari                               | Vinyet Escobar                                    | Nominat   |
| 2020 | Premis Gaudí             | Millor direcció de producció                  | Oriol Maymó                                       | Guanyador |
| 2020 | Premis Gaudí             | Millor actor secundari                        | Enric Auquer                                      | Guanyador |
| 2020 | Premis Gaudí             | Millor música original                        | Maika Makovski                                    | Nominat   |
| 2020 | Premis Gaudí             | Millor so                                     | David Machado, Gabriel Gutiérrez, Yasmina Prades  | Nominat   |
| 2020 | Premis Gaudí             | Millor vestuari                               | Vinyet Escobar                                    | Nominat   |